# Gatunek zbiorowy
Gatunek zbiorowy (łac. species collectiva) – kategoria taksonomiczna w randze gatunku, termin wprowadzony przez Adolfa Englera dla określenia grup bliskich i trudnych do rozróżnienia gatunków. 
Często (acz nie zawsze) jako synonim gatunku zbiorowego traktuje się linneon (gatunek linneuszowski) (ang. linnaeon, linneon). Jest to termin wprowadzony w 1916 przez holenderskiego botanika Johannesa Paulusa Lotsy'ego jako „gatunek szeroko pojmowany” (w odróżnieniu od jordanonów, „gatunków wąsko pojmowanych”). Innym podobnym, często pojmowanym jako synonim terminem jest coenospecies, pojęcie zdefiniowane w 1922 roku przez szwedzkiego ekologa i genetyka, Göta Turessona w jego klasyfikacji taksonów opartej na kryterium możliwości ich krzyżowania. Osobniki w obrębie coenospecies zdolne są do krzyżowania się ze sobą, nie są natomiast zdolne do krzyżowania z taksonami spoza tej grupy lub co najwyżej dają potomstwo niepłodne. 
Pojęcie gatunku zbiorowego nie odpowiada rangom formalnej hierarchii taksonomicznej i w różnych systemach klasyfikacyjnych grupowane tu taksony są różnie ujmowane. W zależności od stosowanej systematyki gatunki drobne (ang. segregates) (przybliżone synonimy: gatunek Jordana, jordanon, mikrogatunek) mogą być traktowane jako podgatunki. Można mówić o gatunku zbiorowym (np. kieliszniku zaroślowym) lub o drobnych gatunkach (w tym przykładzie o kieliszniku zaroślowym i leśnym). Dla odróżnienia tych znaczeń stosuje się zapis przy nazwie naukowej (łacińskiej) odpowiednio: Calystegia sepium sensu lato (czyli kielisznik zaroślowy w szerokim znaczeniu, gatunek zbiorowy) oraz C. sepium sensu stricto i C. sylvatica sensu stricto (gatunki drobne, w wąskim znaczeniu).
W publikacjach specjalistycznych gatunek zbiorowy oznaczany jest określeniami łacińskimi collectiva, collectivus, collectivum, aggregatum, angielskim species complex, polskim agregat, najczęściej w zapisie skróconym: coll., aggr. (lub agg.) Przykładami gatunków zbiorowych poza ww. są: kozłek lekarski, przywrotnik pospolity, gnidosz sudecki, jeżyna krzewiasta, mniszek pospolity, jaskier różnolistny.